# Хоакин Фейхоо Фернандес
Хоакин Фейхоо Фернандес, майор Фёдоров (20 августа 1906, Эль-Висо, Андалусия — 6 марта 1943, Краснолесье, Крымская АССР) — испанский и советский военнослужащий, в Испании служил в годы Гражданской войны в рядах республиканской Народной милиции (Республиканская народная армия), командовал 24-й бригадой. После поражения Республики эмигрировал в СССР. Обучался в Высшей военной академии им. Фрунзе, получив при поступлении звание майора РККА. С началом Великой Отечественной войны, не окончив курс, в 1942 году добровольцем попросился на фронт. Участвовал в обороне Кавказа. В марте 1943 года в составе группы испанских инструкторов-диверсантов был заброшен в Крым для взаимодействия с крымскими партизанами. В ходе десантирования отбился от группы и вышел в село Тавель (ныне Краснолесье). Был укрыт местной жительницей, которая выдала его служащим роты самообороны. Принял бой с ними, последним патроном застрелился. В 1969 году его останки были найдены, опознаны и торжественно перезахоронены на кладбище Краснолесья. Могила Хоакина Фейхоо — объект культурного наследия регионального значения.

## Биография
Родился в городе Эль-Висо в провинции Кордова 20 августа 1906 году. Хоакин Фейхоо работал в угольной шахте крепежным мастером. Он поддерживал левые идеи, был членом Коммунистической партии Испании. После начала в 1936 году мятежа генерала Ф. Франко в Испании началась гражданская война. Фейхоо воевал за республиканцев, во время войны стал командиром 24-й бригады Народной милиции  (Республиканская народная армия). После поражения часть республиканцев отправилась в эмиграцию. Семья Хоакина бежала во Францию, где оказалась в лагере беженцев. В 1939-м году Хоакин вместе с другими республиканцами эмигрировал в СССР. Позднее он воссоединился с семьёй благодаря Международному Красному Кресту. Обучался в Высшей военной академии им. Фрунзе, получив при поступлении звание майора РККА. С началом Великой Отечественной войны академия была эвакуирована в Ташкент. Не окончив курс в 1942 году, он добровольцем попросился на фронт. Проходил специальную подготовку в Тбилиси в Отряде особого назначения, участвовал в обороне Кавказа.
В крымские леса было заброшено несколько групп испанских добровольцев. Фейхоо Хоакин Фернандес был во главе второй по счёту, он использовал псевдоним «Фёдоров». Во время подлёта к району выброски 6 марта 1943 года по невыясненной причине он выпрыгнул из самолёта первым и ранее положенного времени. Существует версия, что испанец неверно понял команду, приняв «приготовиться» за приказ прыгать. Он приземлился на вершину Голый Шпиль (другие названия Макотра, Таз-Оба) в районе Чатыр-Дага и добрался до села Тавель (ныне Краснолесье), где был укрыт местной жительницей. Однако она доложила местным карателям. В ходе боя майор не сдался и последним патроном застрелился. Тело Фейхоо тайно похоронили.

## Память
Могилу нашли в конце 1960-х годов следопыты. С семьей связался писатель, бывший заместитель начальника партизанского движения в Крыму полковник Г. Л. Северский, который участвовал в ветеранском движении партизан. Жена и дочь ездили в Крым для опознания. Во время побега из испанской тюрьмы Фейхоо получил ранение в ногу и был опознан по простреленной кости. В 1969-м году останки испанского воина перезахоронили с почестями на сельском кладбище.
Посмертно в 1944 году он также был награждён медалью «За оборону Кавказа».
Ныне могила майора Хоакина Фейхоо Фернандеса в Краснолесье на территории сельского кладбища объект культурного наследия регионального значения.  Объект культурного наследия народов РФ регионального значения. Рег. № 911710855960005 (ЕГРОКН). В 2021 году памятник был отреставрирован.